# エンワドー
エンワドーは、韓国を源流としてその長所と日本の文化や伝統を融合させ誕生した新しい武道。
既に解散した日本エンワドー会の流れを汲むエンワドー会において現在も稽古されている。
エンワドーは修練を通して心身を鍛え生き方を学び社会に益する事のできる人造りを目的としている。
道着に空手着を採用してエンジ色の胸文字に有段者は黒帯を着用する。
日本エンワドー会独自の日の丸に似たマークを左肩に装着。
さらに技の用法や稽古方法には日本流としての工夫がある。
身体操法を円形動作とし、打ち技、足技（蹴り）、投げ技、関節技などを行う総合的な武道。他の武道と同様に人格向上を目指し、特に心と体の調和、人との調和、自然との調和を目的としている。
段級位制があり、稽古では型稽古だけでなく組手や乱取りの稽古も行う。型競技や演武は行うが、護身術の立場を取るためルールを設けた組手試合は行わない。